# Fanny du Bois-Reymond
Fanny Renee du Bois-Reymond (* 4. Juli 1891 in Berlin; † 18. März 1990 in Rickenbach) war eine deutsche Gärtnerin. Sie gehörte zu den Mitarbeitern des Kaiser-Wilhelm-Instituts für Züchtungsforschung, die 1933/1934 aus rassistischen Gründen entlassen wurden. Ab 1945 lebte sie in der Schweiz und war als Englisch-Übersetzerin psychotherapeutischer Schriften der Jungschen Schule tätig.

## Leben
Von beiden Eltern her stammten Fanny und ihre Geschwister aus berühmten und wohlhabenden Familien, der Familie Mendelssohn und der Familie du Bois-Reymond. Fannys Mutter, Lili du Bois-Reymond, war eine Tochter von Sebastian Hensel, dem einzigen Sohn aus der Ehe der Komponistin Fanny Hensel (1805–1847), geb. Mendelssohn – die sich nach evangelischer Taufe im Jahr 1816 mit Namen Mendelssohn Bartholdy nannte – mit dem Preußischen Hofmaler Wilhelm Hensel (1794–1861). Fanny du Bois-Reymond war die älteste Tochter von Lili du Bois-Reymond, geb. Hensel, und Alard du Bois-Reymond (1860–1922), einem Elektroingenieur und Patentanwalt. Um die Zeit des Ersten Weltkrieges besuchte sie eine der frühen Gartenbauschulen für Frauen, die 1909 gegründete Gartenbauschule Marienhöhe in Plön. Im Ersten Weltkrieg unterstützte sie den Aufbau des elterlichen Gartens in Plön. Nach dem Tod des Vaters – er verunglückte zusammen mit Fannys jüngerem Bruder Roland bei einem Bootsunfall – musste der Besitz dort im Dezember 1922 aufgegeben werden und Fanny ging als Gehilfin zur Obergärtnerin Else Hoffa auf den Kösterberg in Blankenese. Dort erweiterte sie ihre gärtnerischen Kenntnisse in der Gartenanlage des Bankiers Max Warburg, der ein Freund ihrer Familie war.
Als Gärtnerin und technische Assistentin war sie ab 1927 im Kaiser-Wilhelm-Institut für Züchtungsforschung für Hans Stubbe tätig. Nach dem Gesetz zur Wiederherstellung des Berufsbeamtentums galt sie als „nicht-arisch“, da ihre Urgroßmutter mütterlicherseits, Fanny Hensel (geb. Mendelssohn), bedingt durch ihre Abstammung von Urahn Moses Mendelssohn, jüdische Wurzeln hatte. In Bezug auf die Großmutter mütterlicherseits, Julie von Adelson, mussten Fannys Verwandte aus der Familie Hensel einen erbitterten Ariernachweis führen. Erwin Baur hatte sich bereits im Mai 1933 geweigert, sie aufgrund des Gesetzes zu entlassen, und erbat beim Generaldirektor der Kaiser-Wilhelm-Gesellschaft, Friedrich Glum, sie nach der am 19. Juni 1933 von KWG-Präsident Max Planck gegenüber dem zuständigen Ministerium vorgelegten Ausführung des Gesetzes zur Wiederherstellung des Beamtentums vom 7. April 1933 als sogenannten „Härtefall“ zu behalten. Man argumentierte seitens der KWG damit, dass sie eine Enkelin des berühmten Emil du Bois-Reymond war und ihr verstorbener Vater sowie ihre Brüder im Ersten Weltkrieg große Verdienst erworben hatten. Ein Jahr später musste sie dann doch entlassen werden.
Ab 1934 betrieb sie zeitweise im Potsdamer Stadtteil Babelsberg eine Champignonzucht. 1935 begann Fanny du Bois-Reymond die Ausbildung zur Psychoanalytikerin und war als solche ab 1938 in Potsdam tätig. Insbesondere inspirierte sie Carl Gustav Jung und sie war auch Mitglied der 1931 gegründeten und im Juli 1934 ins Vereinsregister eingetragenen Berliner C. G. Jung-Gesellschaft.
1939 wurde sie Mitglied des sogenannten „Göring Instituts“.
Nach dem Luftangriff auf Potsdam wurde sie von den sowjetischen Truppen aus ihrem Häuschen vertrieben. Über ihre Vorfahren hatte sie noch einen Anspruch auf einen Schweizer Pass und kam über mehrere Flüchtlingslager an Weihnachten 1945 in der Schweiz an, wohin bereits ihre Mutter und ihre Schwester Eleonora, genannt „Lola“ (1894–1977), übergesiedelt waren und in Zürich-Wollishofen lebten. Noch aus dem Quarantänelager bei Neuenburg NE hatte sie sich per Brief bei C. G. Jung beworben. Themen, die die Frau und Mutter betrafen, hatten sie schon sehr früh interessiert. Im Haus ihres Großvaters Emil du Bois-Reymond wurde englisch gesprochen, womit ihr die Englische Sprache geläufig war. Sie übersetzte das 1936 von Mary Harding, ebenfalls Jung-Anhängerin, bei Longmans, Green & Co. herausgegebene Buch Woman's Mysteries. Ancient and modern: A psychological interpretation of the feminine principle as portrayed in myth, story, and dreams. ins Deutsche und veröffentlichte das Buch 1949 beim Zürcher Rascher-Verlag. Die Empfehlung zu dieser Übersetzungsarbeit kam von C. G. Jung über dessen Vertraute Antonia, genannt „Toni“ Wolff, die ihr auch den Verlag empfahl. Jung lehnte aber die von ihr ersehnte Zusammenarbeit ab.
An ihren Schweizer Wohnorten hatte Fanny du Bois-Reymond als Beruf stets „Psychotherapeutin“ angegeben. Später wandte sie sich der Lehre Karlfried Graf Dürckheims zu und lebte in den 1950er Jahren auch eine Zeit in Todtmoos. Für ihn übersetzte sie sein Buch Hara ins Englische. 1959 publizierte sie im Zürcher Max-Niehans-Verlag das nach Francis Kings Vorlage übersetzte Reisebuch über Griechenland. Da sie aber keine Arbeit im psychologischen Bereich finden konnte, mit der sie ihren Lebensunterhalt bestreiten konnte, nahm sie 1948 eine Anstellung als Gärtnerin im Alpinum des Bauingenieur und Bauunternehmers Dr. Giovanni Rodio (1888–1957) in Champfèr (Engadin) an, die sie im Alter wegen einer Rheumaerkrankung aufgeben musste. Ihren Lebensabend verbrachte sie im Waerland-Heim „Haus Friedborn“ (heute Kur- und Gesundheitszentrum Friedborn) in Rickenbach.
Ihre Asche wurde im Familiengrab auf dem Alten Friedhof Plön beigesetzt.

## Publikationen
Beiträge:
- Zur Virginität der Gottmutter. In: Zentralblatt für Psychotherapie, Nr. 11 (1939), S. 346–359.
- Rezension zum Buch von Briffault, R.: The Mothers'. London 1927. In: Zentralblatt für Psychotherapie, 15 (1943), S. 176–180.
- Ueber die archetypische Bedingtheit des erstgeborenen Sohnes und seiner Mutter. In: Schweizerische Zeitschrift für Psychologie, IX (1950), S. 37–52.
- Der unsterbliche Ödipus. In: Psyche, 9 (1955/56), S. 627–633.

Buchübersetzungen:
- Frauen-Mysterien. Einst und jetzt. Rascher Verlag, Zürich 1949. [Übersetzung aus dem Amerikanischen nach Mary Esther Harding]
- Griechenland. Ein Reisebuch. Max Niehans Verlag, Zürich 1956. [Übersetzung aus dem Englischen nach Francis King]